# John Skejk Show
John Skejk Show var ett radioprogram som skapades av skådespelaren Bengt Andersson.
Figuren John Skejk var lite av en radiopirat som sände sina program från Halsbränna Broadcasting i Västerbotten där han blandade jazzstandards med kåserier kring livet i den fiktiva byn Halsbränna. I sina radioprogram berättade John historier om frisören Kam-Axel, brandchefen Flam-Ingo och andra figurer i byn.
Programmet, som började sändas i Sveriges Radio på sjuttiotalet, blev ett genombrott för Bengt Andersson och efter radiotiden kom han att medverka i många framgångsrika produktioner, däribland TV-programmet Sant och sånt. I mitten av åttiotalet väckte Andersson åter liv i den lilla byn Halsbränna, då han sände "John Skejk Show" lokalt över Radio Västerbotten.